# Юнак (1898 – 1900)
Вижте пояснителната страница за други значения на Юнак.
„Юнак“ с подзаглавие Орган на поборниците и опълченците е български вестник, излизал от 2 януари 1898 до 27 януари 1900 година в София, България.
Печата се в печатницата на Тодор Пеев и в печатница „Балкан“ в София. Отговорен редактор на вестника е Обрешко Обрешков. Публикува се всяка седмица.
| Годишнина | Броеве | Дата                             |
| --------- | ------ | -------------------------------- |
| I         | 1 – 49 | 2 януари 1898 – 23 декември 1898 |
| II        | 1 – 3  | 14 януари 1899 – 30 януари 1899  |
| II [III]  | 1 – 48 | 20 март 1899 – 27 януари 1900    |

Основател и главен редактор на вестника е Иван Бобевски с псевдоним Fasoulkoff. Отговорен редактор от брой 6 на първата годишнина е Иван Стоименов, а от брой 25 в същата годишнина отговорен редактор е Стефан Блажев. След това отговорни редактори на вестника в първата годишнина са П. Константинов от брой 32, Димитър Чохаджиев от брой 38, отново Стефан Блажев от брой 48. Във втората годишнина на вестника редактор е Иван Шумков, отговорен редактор е отново Димитър Чохаджиев, а от 2 и 3 брой отговорен редактор е Стефан Блажев. Във втората и третата годишнина на издаването на вестника главен редактор е отново Иван Хаджиниколов Бобевский. Редактор е и Иван Кършовски.
Вестникът стои на либерални радославистки позиции и представлява патриотичен поборен вестник. Публикува историко-биографски материали за българското освободително движение, дописки за положението на останалото в Османската империя българско население и други.